# Revolució digital a Andorra
La Revolució Digital a Andorra apareix si fa no fa amb la mateixa rapidesa que a la resta de països europeus. El país visqué una introducció lenta de les tecnologies primitives com ara els ordinadors industrials fins que finalment la dècada de 2000 accelera i força la introducció de les noves tecnologies. Llavors el país es mostra del tot capdavanter en haver-hi iniciatives públiques que incentivaven una penetració abans d'hora de les TIC. Així, Andorra fou dels primers països d'Europa a fer l'apagada analògica, com també dels primers a implantar ordinadors a les aules escolars, primer i, després, les tauletes inaugurades mercès a la marca Apple.
En aquest sentit, el país visqué el canvi cultural propi de la Revolució Digital. La societat esdevé més narcisista, més dependent de les noves tecnologies, sobretot d'internet. Internet envaeix tots els camps. Primerament els ordinadors, després els mòbils, seguits de la televisió, de la música, el cinema, l'entreteniment i, fins i tot, el transport. Així el transport públic passa a tenir el seu propi seguiment a través d'internet. La capital andorrana, en aquest àmbit, s'adaptà lentament estèticament parlant a l'era digital. Els projectes de construcció d'edificis deconstructivistes, regionalistes, neofuturisime i arquitectura blob es veu palpable únicament a la premsa. En aquesta s'hi parla dels esbossos que voldria el govern andorrà. Principalment s'hi parla de la construcció d'un The Cloud, edifici connectat a la ciutat, però l'oposició i la manca de pressupost, endarrereixen, bloquen, cancel·len i tornen a obrir el projecte, per cancel·lar-se i tornar-se a obrir.
En tot cas Andorra es troba llavors en consonància amb el món industrialitzat. La Xina comença a fer-hi negocis i obre les seves botigues de tecnologia com ara Xiaomi. Alhora la competència, com és el cas d'Apple, envaeix el mercat per fer-se depassar per Android. El país és tractat com a colònia digital. En efecte, la guerra ideològiques que portaren a terme França, el món anglosaxó i la Xina per situar la nova superpotència, fe que les companyies multinacionals, les quals havien d'exportar el soft-power de cada imperi, simplement no incorporessin Andorra com a país a banda i mercat potencial, de forma que els andorrans hagueren de fer-se passar per espanyol, francesos i britànics per accedir a les compres d'Apple, Fnac, Google, Amazon, AliExpress, etc. Algunes excepcions les presenten Spotify i Netflix que tot i així, seguint la tendència d'imperialisme lingüístic, imposaven el castellà, francès o anglès, en lloc de presentar els seus productes en llengua catalana. Les queixes no es deixaren esperar i des dels Països Catalans com des d'Andorra hi hagué necessitat de voler consumir en llengua pròpia malgrat la imposició jeràrquica d'aquestes empreses.
El país introdueix finalment i amb força paral·lelisme amb el seus veïns les tecnologies robòtiques. En relativament poc temps el país veié els primers anuncis d'aspiradores robots, alhora que el mercat andorrà proposava els seus endolls, llums, termòstats, persianes, detectors d'inundació, gestors del control de l'aire o cuines robots. La robòtica no obstant trigà a introduir xips en persones tot i que sí veiem una incorporació força prompte de panys elèctric o automòbils electrònics. Els primers edificis ecològics acompanyen la tendència cap a un capitalisme circular. Aix i tot, contràriament a la primera revolució digital, la Xina seguí encapçalant la segona, és a dir, la robòtica, amb els primers trens de levitació magnètica mentre la robòrica esdevenia gairebé un tarannà de la població japonesa. Andorra depèn aleshores i molt del comerç occidental i, per això, la robòtica hi arriba tard, així com també arribava tard al mercat europeu.

## Historiografia
Atès que la Revolució Digital és un assumpte força recent dins la historiografia, s'entén que a la dècada del 2010 encara no hi hagués hagut cap mena de proposta en historiadors andorrans de parlar sobre la seva implantació a Andorra.
Existeixen algunes referències sobre les tecnologies a Andorra a diverses biografies: 
- Rubí Ariel Rocha Simões (2019) Els Anys (No Tant) Daurats. Editorial Círculo Rojo
- Diversos autors (2004) 110 Anys de telecomunicacions a Andorra. STA
- Martí Garcia-Ripoll Duran (2007). Ràdio en català a l'estranger. UAB.
- Gualbert Osorio (2013) Ràdio Andorra, la història d'un mite que va fer història. Crèdit Andorrà
- Maria Jesús Lluelles Larrosa (2018) Les ràdios andorranes, una qüestió de sobirania. Institut d'Estudis Andorrans.
- Maria Jesús Lluelles Larrosa (2004). El segle xx. La modernització d'Andorra. Pagès Editors

Per això exposat abans, no s'ha fet cap feina en aquest àmbit i tota l'evolució que pateix la societat andorrana cal anar-la a cercar a la premsa i els arxius de premsa.

## Revolució digital

### Primera Revolució Digital

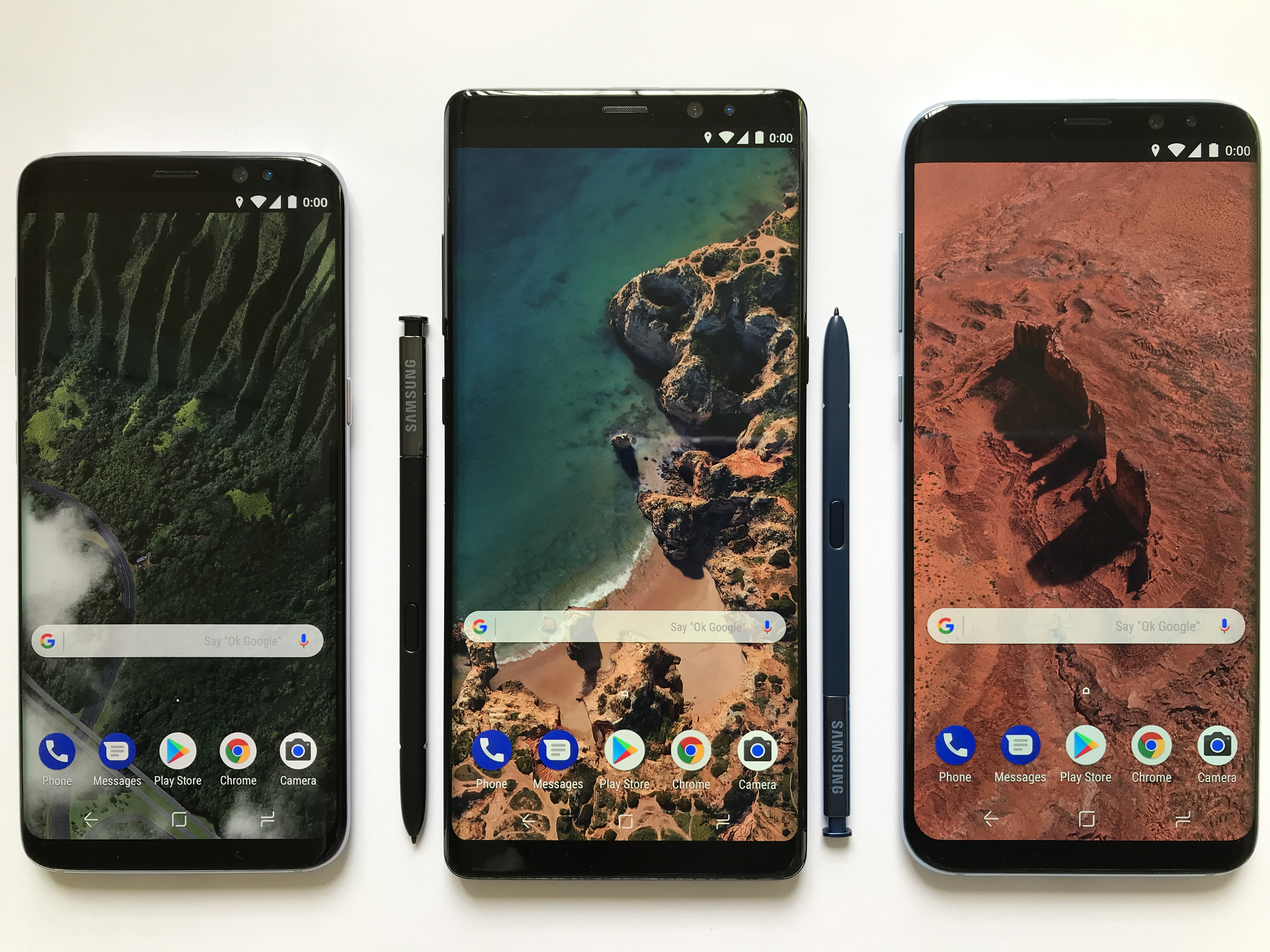
Diversos telèfons intel·ligents amb sistema operatiu Android

La penetració del capitalisme durant els Anys Daurats del segle XX ha permès a Andorra d'adaptar-se a gran velocitat a la Revolució digital esdevinguda a partir de la dècada dels 1990. El país ha estat fins i tot capdavanter. Andorra fou efectivament el segon a la llista en haver-se adaptat a la televisió digital terrestre i haver apagat el sistema analògic televisiu. Alhora fou dels primers a apagar l'ADSL i deixar pas únicament al sistema de fibra òptica. El país presentà en aquest sentit diversos avantatges. En ésser de dimensions petites, Andorra aconseguí desplegar fàcilment els cablatges necessaris sense que hi hagués dificultats afegides, com sí aparegué en altres indrets d'Europa. Per aquest motiu el senyal digital televisiu fou des de primera a primera força bo. El país introduí inicialment cinc canals de televisió digitals fins l'apagada en què la varietat televisiva va augmentar considerablement amb prop de 30 canals. El sistema televisiu va heretar les pràctiques sorgides després de l'aprovació de la Constitució andorrana de 1993. El segon avantatge d'Andorra és que no existien diversos operadors de manera que tot l'entramat audiovisual del país estava en mans d'una empresa pública que, com a tal, havia de garantir un servei de qualitat, deixant de banda els beneficis que, no contrastant això, també hi són. Així doncs l'STA, és a dir, Servei de Telecomunicacions d'Andorra, s'encarregà del passatge de l'era analògica a la digital.
Parla de l'STA és parlar de l'analogia andorrana. El país introduí els primers tèlex l'any 1968 i d'ençà que l'administració andorrana sempre ha procurat nodrir el país de noves tecnologies. Les tecnologies a Andorra sempre han estat objecte d'ambicions polítiques. Des del segle xix que França i Espanya batallen per nodrir el país de noves tecnologies a canvi que els andorrans cedeixin i esdevinguin o espanyols o francesos. Quelcom que des d'Andorra mai s'ha vist amb bons ulls i per això durant la dècada dels 1960 i 1970 hi hagué tota una batalla entre administracions sobre qui tenia o no dret d'instaurar la seva pròpia operadora.
L'any 1972 s'inaugura l'STA que fou la primera vertadera operadora nacional. Aquesta sorgeix per diverses causes. Durant els 1960 la televisió és distribuïda una mica per tot Europa però no amb la mateixa proporcionalitat, de manera que malgrat que hi hagi documents que parlen dels primers senyals als 1960, no és fins als 1970 que Andorra comença a veure com penetra aquest aparell. Llavors el Consell General, que feia funció de legislatiu i executiu alhora, no pas com avui, mira d'introduir el país a les noves tecnologies i d'ençà que es podria dir que les noves tecnologies entren a Andorra al mateix ritme que a Europa, de vegades més aviat. Per això mateix durant la dècada dels 1990 el govern andorrà mira de potenciar les noves tecnologies i, així mateix, el país visqué la bombolla dels 2000.
També hi ha documentació que deixa en evidència que el pas dels despatxos amb ploma cap a les computadores fou força paral·lel a l'evolució europea. D'ençà que l'STA posseeix el monopoli de les telecomunicacions, i ultra els desavantatges de preu dels quals la població es queixava tot sovint, això permeté implantar novetats com l'any 2002 quan decideix inaugurar el primer servei portal d'internet corporatiu. A la dècada dels 2000 totes les escoles andorranes, tots els sistemes educatius inclosos, tenien sales d'informàtica en què per primera vegada els ordinadors eren utilitzats com a eina per a l'aprenentatge. De fet, l'STA fou la primera que col·laborà amb els tres sistemes educatius per tal d'implantar-hi les primeres plataformes digitals d'aprenentatge. A la vegada el govern andorrà fou el primer al món que proposà a la dècada dels 2010 d'incorporar les tauletes a les escoles del sistema educatiu andorrà com a substitut parcial dels llibres clàssics.
A la dècada dels 2010 al país hi ha gairebé dos mòbils per habitant. El desembre de 2002 hi havia unes 43.500 unitats de telefonia fixa, incloent-hi les telefòniques i canals XDSI. La telefonia mòbil comptava amb 45.400 unitats. Llavors el país frega gairebé els 80.000 habitants. Internet ja és introduït amb fibra òptica. La penetració d'internet a Andorra és de les més elevades del món i la necessitat és cada volta més creixent. Per això mateix l'STA canvia els seus estatuts jurídics i amb la introducció de la Llei d'obertura econòmica l'antic Servei de Telecomunicacions d'Andorra passa a conèixer-se com a Andorra Telecom. S'introdueix una marca corporativa: SOM Telecom, així com una nova estètica, pintada de color rosa. El país es troba llavors davant la revolució dels telèfons intel·ligents que introdueixen la missatgeria instantània i, en aquest aspecte, Andorra Telecom optà inicialment per polítiques proteccionistes, com ara el barratge de WhatsApp, fins finalment adonar-se que tenia molt a guanyar amb les xarxes de dades mòbils, raó per la qual esdevé també capdavantera en la introducció dels 4G.
Nota: el fet que a Andorra només una empresa paraestatal tingui el monopoli de les telecomunicacions ha permès el mercat lliure dels telèfons mòbils. Així, contràriament a altres països, com ara Portugal, Espanya, França, el Regne Unit, Irlanda o Alemanya, els mòbils eren tots lliures i no es venien blocats de sèrie. La companyia no es feia càrrec de la venda dels mòbils i aquests podien trobar-se lliurament al comerç. Això fou aprofitat inicialment pels turistes que venien expressament a Andorra a comprar-se mòbils alliberats. La dinàmica continuà d'aquesta manera fins que s'introduïren els telèfons intel·ligents. Aleshores els preus augmentaren considerablement i de 20 euros els telèfons mòbils passaren a costar prop de 1000 euros, el salari mínim d'un ciutadà andorrà, superior a un ciutadà català i lleugerament inferior a un ciutadà francès. Per això mateix, encara que a Andorra es continuessin venent telèfons desblocats, el preu deixava de ser competitiu i, per tant, molts turistes francesos, catalans o espanyols deixaren de desplaçar-se al país per comprar-hi telefonia mòbil.

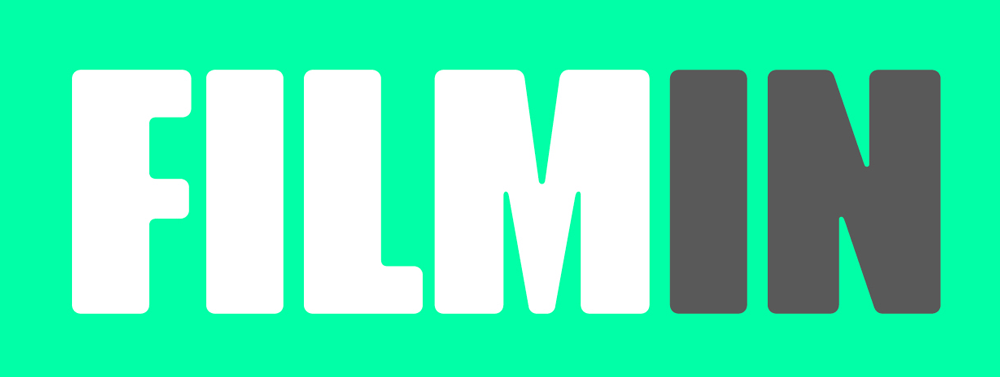
FilmIn, primera plataforma de cinema alternatiu i en català

En aquest sentit, cal tenir en consideració altres progressos significatius que arribaren al món sencer mercès a la revolució digital. Llistem-los:
- Ordinadors
  - Ordinadors industrials (1953)
  - Ordinadors personals (1976)
  - Ordinadors híbrids (2012)
- Telefonia mòbil
  - Telèfon mòbil (1983)
  - Telèfon intel·ligent (2007)
- Impressores i escàners autònomes i sense cablat (1970-2000)
- Caixers automàtics (1980)
- Televisió intel·ligent
  - Televisió cablada (1980)
  - Televisió panoràmica (1990)
  - Televisió a la carta (2010)
- Vídeojocs (1990)
- Revolució audiovisual
  - Dibuixos animats (1990)
  - ràdio digital (2000)
  - càmeres digitals (1990)
  - imatge alta definició (1990)
  - pel·lícules per emportar (K7, CD, DVD, Blu-ray, streaming) - (1990, 200, 2010)
  - Música per emportar (K7, CD, minidisc, digital, streaming) - (1990, 200, 2010)
- Informació i comunicació
  - Correu electrònic (2000)
  - Diaris digitals (2000)
  - Missatgeria instantània (2000)
- Tauletes (2010)
- GPS
  - GPS (2000)
  - Internet (1990)
  - Automòbils intel·ligents (2010) i híbrids
- Rellotges intel·ligents

No hi ha constància als arxius nacionals del país de la introducció prematura d'ordinadors industrials però sí que hi ha documentació relativa a l'ordinador personal que segueix la mateixa penetració que al territori francòfon. Així vers la dècada dels 2020, el país importa instantàniament els primers ordinadors híbrids promoguts per Microsoft. També veiem una implantació instantània i paral·lela a França del telèfon mòbil analògic i intel·ligent, així com de les impressores i dels caixers automàtics, sense deixar de banda la televisió cablada que fou inicialment privada. De fet, l'STA mai s'ocupà de la televisió per cable, fet que canvia notablement amb la introducció de les televisions panoràmiques, amb imatge d'alta definició i, finalment, amb la televisió a la carta. En aquest sentit, la parapública andorrana signà un contracte amb Movistar Espanya per tal d'oferir un servei de streaming nacional als ciutadans andorrans.
La cosa ja no es presenta tant igual per als videojocs. Aquests, com a molts països, arriben tímidament a Andorra fins que finalment hi ha una penetració instantània i, d'ençà, que la mateixa Andorra Telecom promou salons del videojoc. És llavors quan una empresa andorrana decideix contribuir a la creació de videojocs, tal com s'esdevé a les capitals europees. Ordino Studios fou una empresa andorrana que va obrir les portes en plena crisi de les Subprimes i que va tenir presència a la premsa del país per presentar-se com la primera startup andorrana que creava videojocs. Els responsables de la sèrie nord-americana Stargate li van demanar que creés el videojoc de la sèrie per als mòbils i tauletes, de forma que els gamers varen poder finalment gaudir del videojoc en llengua catalana. Però si el 2012 tot semblava que arrencava espectacularment, un any més tard el caos s'apoderava de l'empresa. En efecte, el Diari d'Andorra informava que Ordino Studios tenia un deute que s'elevava gairebé a tres milions d'euros. D'aquest deute una part la va pagar el propi govern que havia incentivat en un principi la creació d'aquesta startup.
El país doncs també va viure la revolució audiovisual subseqüent i mercès a l'empenta de molts catalans, així com del seu govern, es podria dir que els andorrans varen poder gaudir dels primers dibuixos animals digitals en llengua pròpia. Podem comptar-hi Toy Story, Buscant en Nemo, Cars, Ratatouille, Els Increïbles o Frozen. La mateixa banda sonora de Frozen I fou interpretada en la seva versió catalana per la representant d'Andorra a Eurovisió. Així doncs podríem dir que apareixen els primers DVD, K7 i Blu-ray amb pel·lícules traduïdes al català. Alhora el cinema i la música es transformen en un producte per emportar. Les primeres K7 de pel·lícules en llengua catalana foren altre cop possibles mercès a l'empenta catalana. El Pas de la Casa fou per excel·lència el poble andorrà que més notà el creixement de la música amb l'arribada del CD. Els mini-discs foren un fracàs també a Andorra però el país visqué l'auge de la indústria musical mercès a la penetració del CD. Durant l'eufòria viscuda a Espanya arrel de l'estrena del programa de televisió Operación Triumfo, el país passa a acollir signatures de discs als centres comercials com ara Pyrenées o l'Escale. Els CD dels triunfitos foren dels més venuts alhora que desapareixien els cassets del mercat.
De retruc, hi hagué una gran penetració del sistema a la carta, inaugurant a la península ibèrica i en el camp televisiu per Televisiu de Catalunya. Netflix esdevé llavors l'una de les perles de les cases andorranes durant el confinament del 2020. Alhora obren, un cop més per l'empenta catalana, serveis de streaming en llengua pròpia com ara FilmIn. Quant a la informació, d'altra banda, cal destacar l'aparició dels primers periòdics digitals, com ara Fórum.ad, seguits per altres diaris digitals com ara Altaveu, la resurrecció de Poble Andorrà, l'entrada de La Valira, entre d'altres. Això comportà una dura competència amb la premsa tradicional, de forma que el Diari d'Andorra hagué de proposar els seus articles en format de pagament. En aquest àmbit cal afegir-hi l'arribada del correu electrònic així com dels primers sonitons, després reconvertits en tons per als smart phones. Amb els primers diaris, apareix igualment la tecnologia Wi-Fi que s'escampa per tot el país mercès a la fibra òptica. Empreses com McDonadls o l'Illa Carlemany el proposen tot de cop de franc el seu públic mentre Andorra Telecom fa de la via comercial andorrana una zona de "free Wi-Fi" per al turista.
Les aplicacions, un nou concepte de programari que va inventar Apple van revolucionar la forma en com el país es comunicava, treballava i tractava el turisme. Per exemple, la Cambra de Comerç va crear una aplicació per tal que els empresaris poguessin seguir el calendari fiscal i comptable. L'onada YouTube va tenir molta influència arreu del món. Fenòmens com el Harlem Shake, el LipDub, el Gangnam Style i tants altres també van acabar per conquistar la població andorrana. La població andorrana s'acomodà progressivament al mercat digital i es demanava productes des d'Amazon, AliExpress, Fnac o AliBaba.
Anècdota: l'any 2015 en plenes eleccions generals el país va aconseguir que el hashtag #EG2015 fos trènding tòpic, una paraula que, d'altra banda, acabava de fer irrupció en els mitjans de comunicació.

#### La Societat Andorrana de Drets d'Autors

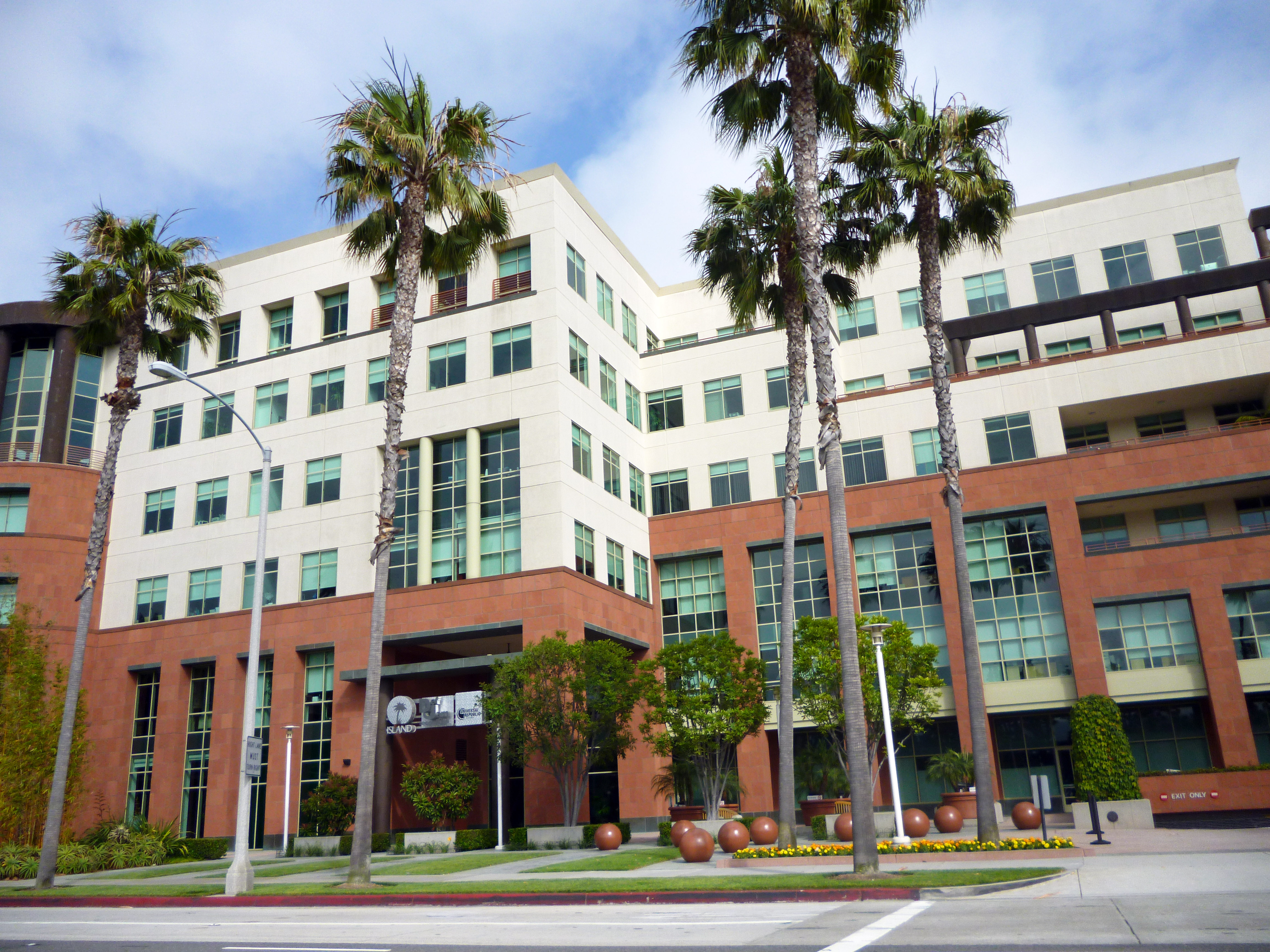
Seu d'Universal Music, l'única productora que va quedar arrel de la Revolució Digital.

Andorra Telecom va tenir un problema cabdal amb les societats d'autors francesa i espanyola a principi de la dècada dels 2000. La parapública emetia canals de televisió espanyols, catalans, portuguesos i francesos sense pagar els drets d'autor corresponents. França i Espanya van amenaçar que portarien el govern andorrà als tribunals. El problema es va resoldre de dues maneres. Primera, Andorra Telecom es comprometia a pagar una multa milionària a canvi de no veure’s als jutjats i el govern per la seva banda crearia una Societat de Drets d'Autors que comencés a regular el dret intel·lectual. La polèmica generada per la quantitat escandalosa de la multa potser podria haver-se d'interpretar com una forma d'ingerència. La situació de la indústria discogràfica als països veïns era molt pèssima. Tant que la Societat d'Autors Espanyola (SGAE) es dedicava a multar gent que cantava cançons pel carrer. És possiblement per això que la societat francesa i espanyola van decidir denunciar d'Andorra conscients que el país no tenia cap mena de legislació que impedís la pirateria. Si més no això apuntarien les veus més crítiques. Andorra tampoc té pes en el sistema-món. La llei que va acabar per aprovar el parlament andorrà, a més de crear la SDADV (Societat de Drets d'Autors i Drets dels Veïns), també volia protegir el dret intel·lectual dels artistes andorrans –que per altra banda els mateixos artistes andorrans reclamaven. Amb l'arribada de la SDADV per primer cop es va començar a cobrar en bars, discoteques, hotels,.

### Segona Revolució Digital
La introducció de la robòtica a Andorra coincideix amb l'obertura dels primers negocis digitals del país. Comerços petits i grans decideixen obrir les seves plataformes digitals de compra. N'hi hagué un munt i per això només posarem l'exemple dels més grans i visibles. És el cas de River Centre Comercial, Súper U, E-leclerc o l'Andorra 2000. Per tant, en paral·lel s'introduïen tots els elements amb què la llar andorrana esdevenia progressivament "intel·ligent" i aquesta vegada amb l'ajuda del sector privat.
La robòtica, però, entrà lentament. El mercat andorrà depenia enormement dels seus homòlegs europeus i Europa es veia molt a la cua en aquest àmbit. A l'Àsia, el Japó havia estat liderant considerablement la introducció de la robòtica mentre a la Xina o Singapur s'hi provava amb alguns elements de ciutats intel·ligents. Així a Andorra no hi havia encara cap mena d'agricultura sobre teulada ni tampoc una construcció de xarxes de transport públiques eficients i ecològiques connectades a la xarxa. Malgrat això, l'antic Escale, reconvertit en Centre Comercial Andorrà/Super U així com McDonals i Burger King incorporaren ràpidament a Andorra els restaurants i supermercats sense caixers, tot i que va costar molt més de veure aparèixer les primeres botigues sense caixers. Unes botigues potenciades des d'Amazon a França, el Regne Unit o els Estats Units. Singapur, per la seva banda, experimentava l'entrada dels primers restaurants sense cambrers, fet que feia evident la tardança que tenia Andorra. Encara dins el consum es pot destacar la creació d'empreses com CityXperta que venien a domicili menjar mitjançant aplicacions de mòbil.
En aquesta segona fase de la Revolució Digital els Estats Units i la Xina varen iniciar una nova guerra freda. La penetració del 5G es va veure posposat a Andorra degut a les falses notícies que els Estats Units escampaven al món per pertorbar el desplegament d'aquesta tecnologia per part de l'empresa Huawei. El país va detenir l'esposa del fundador de la companyia a Amèrica perquè l'acusava de tenir lligams amb l'Iran. Una falsedat que es trobava reproduïa en acusacions a la Xina sobre l'ús creixent d'aplicacions com ara Tik Tok. Tal com posava en evidència la televisió pública suïssa, grans milionaris rere empreses de tecnologia servien els estats i, a banda, se servien de les seves pròpies empreses per tal d'implantar a escala global un model ideològic de societat recolzat per les seves invencions.
Podem llistar tot seguit algunes de les innovacions:
- Casa Intel·ligent
  - Llums, termòstat, persianes, etc, connectats
  - Comandament de veu intel·ligent (ex.: Alèxia, etc)
  - Controladors de qualitat de l'aire i xemeneies connectades
  - Lavabos intel·ligents (ex.: eixugamans, vàter intel·ligent, miralls, etc)
  - Panys elèctrics
  - Robots aspiradores, baietes, de cuina, etc
  - Impressores en tres dimensions
  - Neveres intel·ligents
- Consum
  - Botigues sense caixers
  - Restaurants sense caixers
  - Restaurants sense cambrers
  - Botigues digitals
- Transport
  - Hoverboard
  - Automòbils elèctrics i autònoms
- Altres
  - Drons
  - Ulleres intel·ligents

Alhora el país presencià alguna construcció d'edifici ecològic. La Segona Revolució Digital vingué acompanyada d'un replantejament de l'economia, fet que havia de plasmar-se en l'anomenada ciutat intel·ligent. Per això alguns edificis foren construïts a còpia d'un model ecològic. El transport andorrà no s'adaptà gaire ràpid a la nova tendència, així com el món en general trigà a adaptar-se a l'ecologia. Tot i que tenim des d'un bon principi els primers cotxes elèctrics en circulació, primer es veneren amb força èxit els híbrids.

## Impacte a la societat
Les noves tecnologies canviaren el quotidià de la població andorrana. En primer lloc es podria parlar de les noves professions i els canvis a nivell laboral. En efecte, els ordinadors s'incorporaren a tots els despatxos i la comptabilitat s'informatitzà. El correu electrònic millorà considerablement les comunicacions entre empreses i fins i tot entre particulars. Existeixen noves professions com ara youtubers que fins i tot s'instal·laren expressament a Andorra per no haver de pagar les mateixes quantitats d'imposts que als països d'origen. En aquest sentit obren empreses de community manager a Andorra mentre l'administració andorrana ha d'adaptar-se als nous mètodes de comunicació com ara l'obertura de comptes a les xarxes socials per mantenir la població informada.
Al sector terciari les vendes es digitalitzen mentre el comerç on-line canvià progressivament els costums de la població. Aquesta s'adapta a uns passatemps més passius com ara els videojocs, les plataformes digitals de consum de sèries, films o música en línia, etc. Quelcom que provocà la crisi d'alguns sectors però obrí les portes a altres sectors. L'educació es veié força avantatjada amb la introducció de la Revolució Digital.
No contractant això, hi hagué igualment afectes adversos com ara l'aparició més recurrent dels problemes de concentració, d'oïda o vista, de socialització, d'insomni o comportaments generalitzats de narcisisme i un increment important de l'individualisme. De fet, la població començà a perdre la noció del valor, del temps o del dret a intimitat, així com de la materialitat o propietat privada.

### Relacions socials
L'aparició de la Revolució Digital va alterar les relacions socials entre persones. Mercès a Internet i tot tipus de sistemes de missatgeria, la població comença a relacionar-se més directament i instantàniament malgrat les distància. Per exemple, a nivell de relacions entre celebritats i els seus seguidors, deixà d'haver-hi un mur rígid jeràrquic i mercès a aplicacions com ara Twitter, la població comença a relacionar-s'hi directament. Això permetia expressar-se més lliurement sense haver-se de regir per les normatives de la premsa i dels mèdia clàssics.
Alhora aplicacions de missatgeria com ara Whatsapp, Viber, Skype o Line permeteren un accés a l'altre persona de forma més ràpida, gens costosa i molt amena. Això permetia relacionar gent que havia deixat de veure's temps ençà per qüestions geogràfiques. Alhora repercutí a les formes de treballar atès que l'economia de bolos es feia essencialment mercès a aquest tipus d'aplicacions.
Nota: algunes d'aquestes aplicacions foren objecte de cobdícia. Els EUA i la UE se serviren de Whatsapp per espiar ciutadans mentre que l'aplicació russa Telegram serví per garantir el dret a intimitat dels usuaris com a resposta a les ambicions dels rivals.
El mal ús de les noves tecnologies de la informació, com la seva concepció mateixa, va fer que una part considerable de la població s'emmalaltí progressivament. Les seves relacions socials es veieren tocades per una solitud important que va fer aparèixer gradualment una manca d'autoestima a la societat. D'aquesta manca d'autoestima apareixeren empreses que miraren d'explotar-ho de forma virtual per fer-hi negoci. És el cas de les relacions sexuals virtuals o de les aplicacions de datting que posen en contacte persones de llocs diferents i desconegudes entre elles.
Aquest fet revela una paradoxa: les noves tecnologies de la informació varen alterar les relacions socials. La gent es va tornar més solitària, menys sociable, i, per tant, mirà de recolzar-se en videojocs que permetien de fer-les viure altres vides, com ara Animal Crossing, Els Sims o Second Live. La gent va començar a deshumanitzar l'altre i degut a això augmentar la ideologia del compra i llença aplicada a les relacions humanes. Allò que s'anomenava xarxes socials no feien gala precisament del seu nom.

### Vida laboral

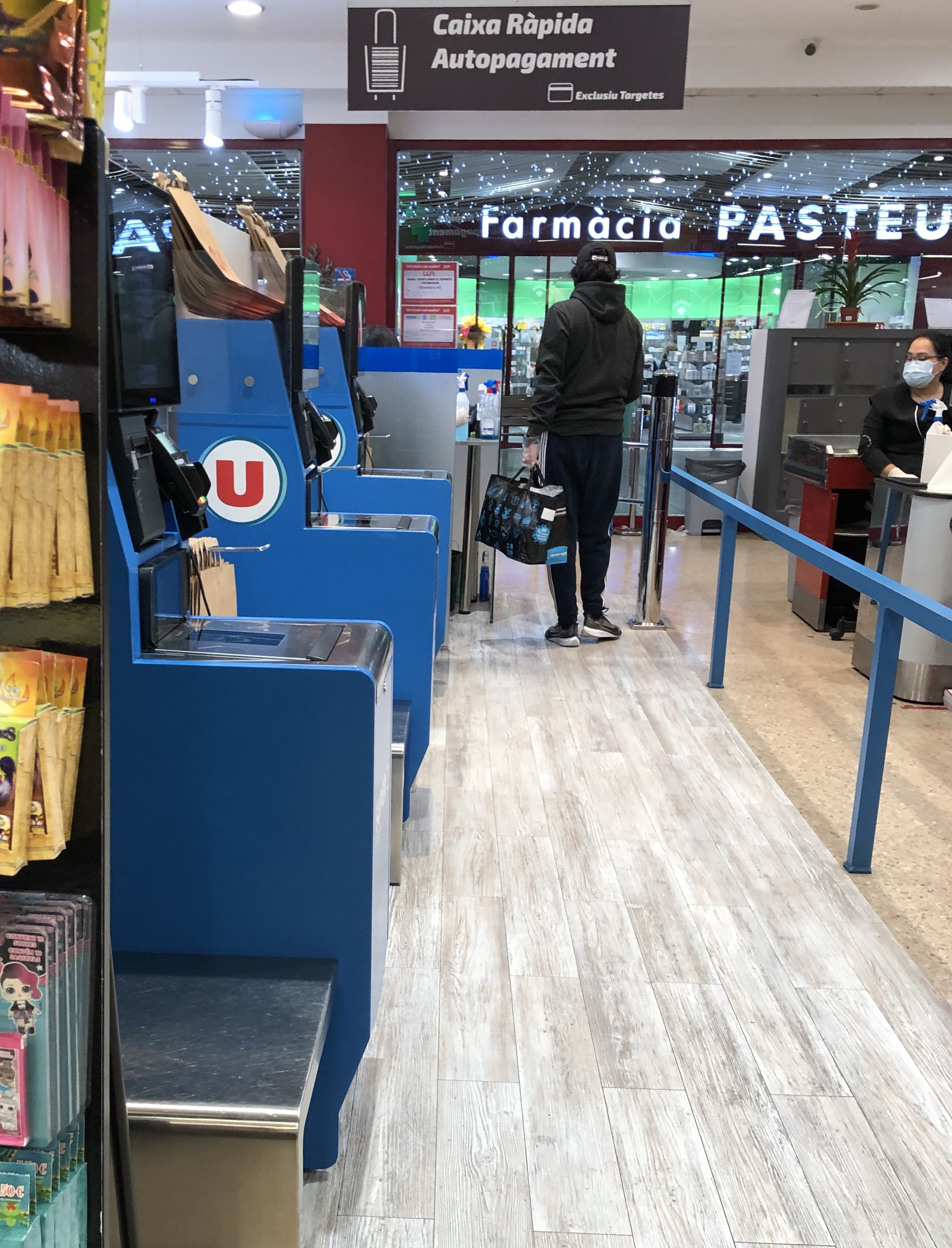
Súper U a Andorra. El primer supermercat sense caixers humans.

La vida laboral s'alterà mercès a la Revolució Digital. El primer canvi visible que patí la societat andorrana fou la incorporació d'ordinadors i tota mena de noves tecnologies al seu espai de treball. Al despatx com als comerços, el treball abandonà completament les plomes per substituir-les per teclats i pantalles digitals. Això produí un canvi considerable a nivell de la comptabilitat que passà a fer-se a través d'ordinadors, és a dir, a informatitzar-se. També impactà en les formes de relacionar-se amb proveïdors i clients. Això, pel que fa els canvis més visibles, però, de fet, el país també s'adaptà a les noves formes de treballar, tot i que no sempre amb la mateixa velocitat que a la resta de països.
Es podria dir que el país experimentà, tot i que no majoritàriament, l'entrada del teletreball que consisteix a treballar a distància mitjançant l'ajuda de la informàtica. Quelcom que no és gens nou però que tingué una renovació important a partir de la dècada dels 2000 mercès a Internet així com de plataformes de vídeotrucada. La venda de càmeres per a videoconferència creixeren tot de cop, anunciant d'aquest mode les noves formes de treball. Però aquesta fou l'adaptació més visible i majoritària dins l'àmbit del canvi de les maneres de producció. En efecte, el país trigà i molt a incorporar els nous models de treball com ara els planigrames d'empresa a mode funcional o bé a mode staff and line. No hi ha constància a la premsa andorrana que empreses del país s'adaptassen a aquests nous models que apareixien des dels Estats Units. Més concretament, des d'empreses com ara Facebook o Google que funcionen a mode staff and line, així com funcionalment, tot proposant al seu assalariat sales de joc per relaxar-se del treball. Un mètode que permeté de la motivar el personal.
En aquest aspecte es podria emetre la hipòtesi si, en efecte, l'Ordino Studios funcionava o no a mode de staff and line, cosa que probablement era així atès que constituïda una start up. Aquest tipus de manera organitzativa i productiva de l'empresa obligava la població andorrana a ser més autònoma, flexible i polivalent. Però, tanmateix, a banda de la introducció de les noves tecnologies, no hi hagué una vertadera penetració dels nous mètodes de producció i organització, lligats al neoliberalisme com, de fet, a la Revolució Digital. La introducció de la robòtica canvià els paradigmes atès que les màquines substituïren d'una altra manera l'ésser humà. Els treballs de tipus taylorià o fordistes, foren substituïts per màquines mentre que el manteniment de màquines feia créixer el sector dels tècnics. Una nova manera de concebre el mercat laboral s'estava posant en marxa i això fou ben visible a empreses de nova tecnologia com ara Google o bé empreses automobilístiques que havien substituït totalment la mà d'obra fordista per robots. A Andorra aquest canvi arribà molt tard malgrat que ben aviat es veieren els primers supermercats sense caixers com ara el Súper U d'Escale o els primers restaurants sense caixers com ara McDonalds o BurgerKing. En aquest sentit, Singapur fou l'indret d'on arribaren bona part d'aquestes novetats. Els McDonalds ja hi presentaven restaurants sense cambrers i els carrers agents de circulació robots. Tot i així, la premsa catalana, que la població andorrana llegia, anunciava tots aquests canvis i hi reflexionava profundament.
A nivell de les transaccions, el país incorporà ràpidament els bitcoins com a nou mètode de pagament. A RTVA, per exemple, s'informava el 19 de febrer del 2018 com dos joves emprenedors creaven la seva pròpia empresa de creació de bitcoins. Els bitcoins nasqueren com una forma especulativa de fer diners a la borsa per part de financers anglosaxons però es proposà aviat com a nova forma de substitució del sistema monetari heretat dels Anys Daurats i que patí fins i tot els primers canvis a la dècada dels 1970. Alguns botiguers andorrans estrenaven els primers caixers de criptomoneda l'any 2019. En aquest sentit cal destacar iniciatives com les de Crèdit Andorrà que permetia als seus clients de pagar amb el seu propi mòbil a les plataformes d'Android atès que la companyia Apple, de tipus tecnològic més aviat no democràtica, no permetia als clients andorrans de comprar i vendre lliurement. Quelcom que se superà a l'Android mercès al Crèdit Wallet.

### Entreteniment

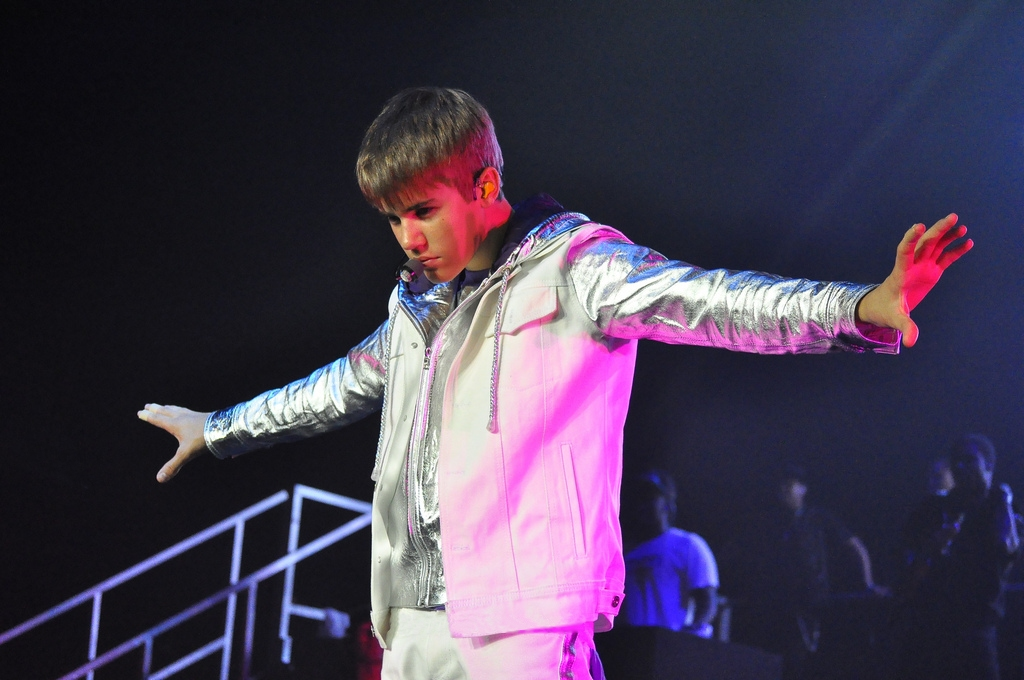
Justin Bieber en concert a Jakarta durant el My World Tour. És el primer cantant internacional que es torna famós mercès a Internet.

Logo de YouTube, la plataforma per excel·lència de propulsió a l'èxit.

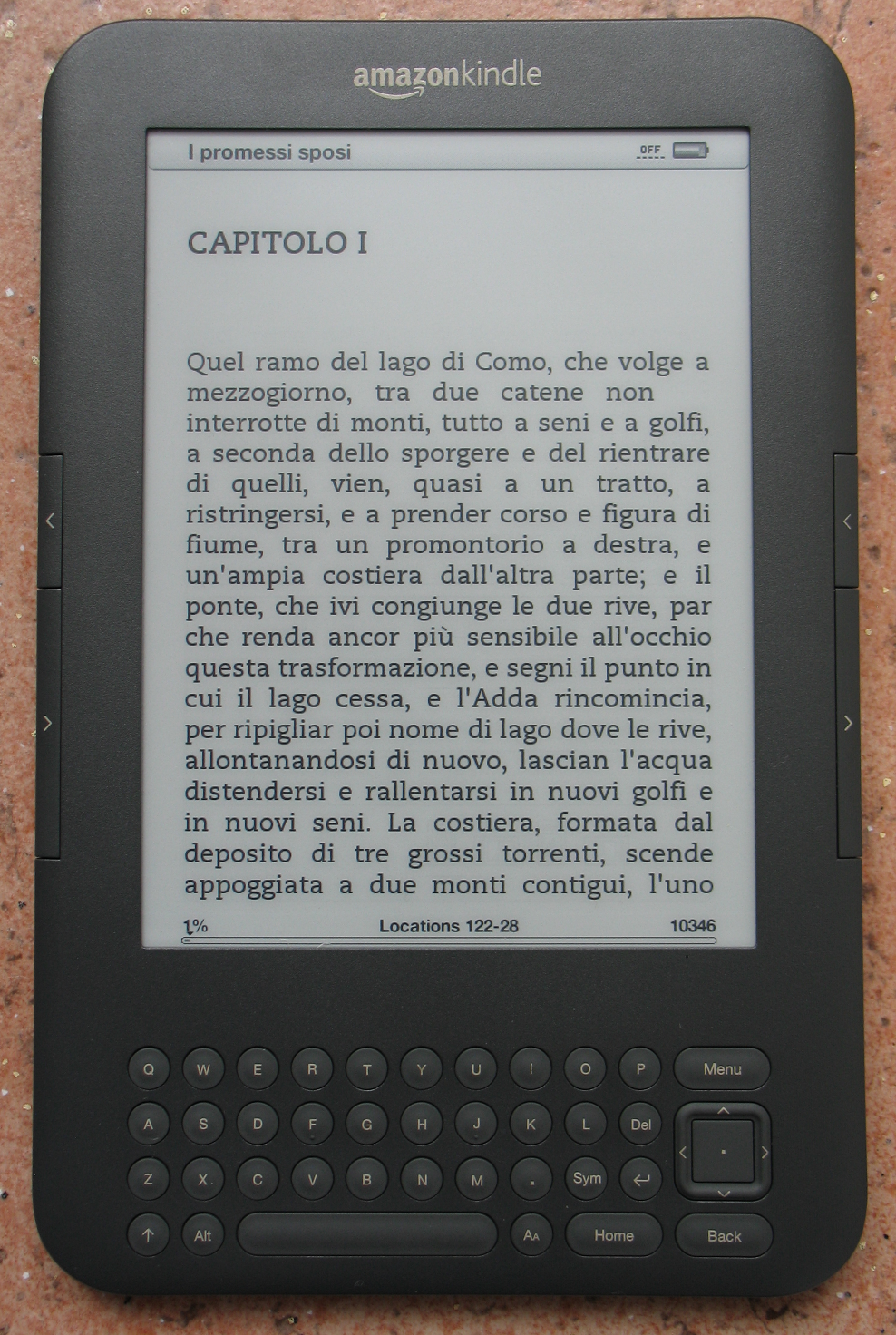
Un lector de llibres electrònics Amazon Kindle v. 3. La lectura també veié l'entrada d'un nou format i manera de llegir.

Amb l'arribada de la Revolució Digital s'alteraren considerablement les formes d'entretenir-se, sobretot per al jovent. La població abandonà progressivament la televisió. Internet esdevingué el lloc per excel·lència de l'entreteniment per al públic jove. YouTube, TikTok, Twitch o Dailymotion es tornen en el lloc privilegiat per trobar contingut audiovisual. L'entreteniment esdevé passiu atès que la població passà a consumir essencialment sobre pantalles com ara els mòbils intel·ligents, les tauletes o televisions intel·ligents, en detriment d'altres activitats més actives, com ara l'esport o el ball. Tanmateix, s'aboliren les rígides normes i jerarquies de l'era analògica i, per tant, la població podia triar a cada moment què havia de veure o no i quan s'havia de veure, fins i tot com s'havia de veure.
Això darrer desplaçà les antigues estrelles de futbol, música o cine en favor d'estrelles amb codis culturals força diferents. Parlem dels youtubers, booktubers, influencers, etc. Eren joves que s'havien fet famosos mercès a les xarxes socials i a plataformes d'entreteniment com ara YouTube. El seu èxit desplaçà completament la indústria clàssica. Per exemple, estrelles com ara Justin Bieber, Ed Sheeran o Shwan Mendez es donaren a conèixer mercès a Internet i, de fet, fou després, que les discogràfiques s'interessaren per ells. Es pot fins i tot parlar de casos abans-d'hora com ara la Lorie, una cantant francesa que inaugurà el nou mil·lenni amb milers d'escoltes de les seves cançons, sense les quals no hauria obtingut cap contracte discogràfic.
La indústria començà fins i tot a contractar aquestes noves celebritats per fer-se publicitat en lloc de recorre als clàssics cantants, actors o esportistes d'elit. Això permeté uns ingressos importantíssims. Per donar algun exemple, es podria parlar de l'Alexa Chung amb 3,3 milions de seguidors a les xarxes socials i prop de 4000 euros de benefici generats cada mes. La catalana Laia Domínguez aconseguí fins i tot crear productes derivats mercès a la seva notorietat a Internet. És el cas de la seva marca Dulceida. Aquestes noves celebritats tenien codis culturals força més diferents. Uns codis que foren fins i tot traslladats al món de la música amb cantants com la Meghan Trainor que amb el seu single Me Too demostrar adaptar-se als codis culturals de l'era digital.
En aquest sentit hi hagué un fort creixement dels videojocs i noves formes d'entreteniment a partir dels videojocs com ara Twitch. A Andorra, Andorra Telecom aprofità la volada per crear salons del videojoc, força ben acollits per la població gamer. De fet, existeixen empreses capdavanteres en quant als vídeojocs a Andorra. És el cas, per exemple, d'Ordino Studios, la primera start up en crear un vídeojoc amb repercussió mundial o Zero Latency, una empresa andorrana dedicada a oferir experiència de joc amb realitat virtual al seu públic. Cal destacar alhora com molts youtubers decideixen canviar de lloc de residència fiscal i física per Andorra amb l'objectiu de pagar menys imposts al seu país d'origen, un cop s'evidencià que l'èxit els obligava a pagar quantitats molt més elevades d'imposts, transformant les seves plataformes en noves professions.
En aquest sentit cal dir que les antigues revistes per adolescents en paper com ara la Bravo, Súper Pop o Fan2 deixaren de tenir sentit i foren tretes del mercat. A canvi s'hi instaurà una nova revista, Like, així com tot un seguit de revistes digitals, com ara Adolescents.cat, dedicades a aquestes noves formes d'entretenir-se. Per això mateix empreses com ara WEBEDIA decidiren crear contingut esportiu especialment per a aquest nou públic. TV3 als Països Catalans estrenà igualment el seu primer contingut exclusivament per les xarxes com ara Bricoheroes alhora que apareixien els primers influencers catalans com ara en Pol Gise, la Mixa amb Paraules de la Mixa, en Marc Lesan, la banda d'Adolescents.cat, la banda instagramer de Modz o de PlisPlayer, l'Elia Periwinkle, la Juliana Canet, en Long Li Xue o en Miquel Montoro que aconseguí fer-se cèlebre amb les seves famoses pilotes. A nivell hispànic es podria destacar l'AuronPlay o en Jordi Wild mentre que a nivell francòfon es destacaria Squeezie o en Pierre Corce. Als Països Catalans la Corporació Catalana de Mitjans Audiovisuals fou fins i tot capdavantera en creació de contingut exclusivament per internet a tota la península ibèrica. Signes dels nous temps, el mateix copríncep francès, Emmanuel Macron, es deixà entrevistar per un YouTuber format en periodisme.
El nou llenguatge d'aquest entreteniment feia que la població tingués un nivell molt més elevat d'anglès així com d'informàtica. L'argot juvenil s'anà omplint de mots de procedència anglesa com ara "trending tòpic", "too much", "gamer", "piratejar", etc. El camp dels videojocs fou els més abonat per aquesta nou vocabulari. Les noves celebritats es presentaven amb menys prototips. Això donava un entreteniment i figures menys fabricades i més imperfectes, percebudes per la població com a més reals.
La població menys joves també s'adaptà a aquesta nova realitat mercès a les televisions intel·ligents i fins i tot les tauletes. Les tauletes permeteren un accés molt més amè a població que no havia nascut en mig de les noves tecnologies informàtiques mentre que la televisió a la carta els permetia entrar en la dinàmica de la nova era digital, és a dir, l'entreteniment passiu. Aquest tipus de població també s'acollí a les noves pràctiques mercès a l'esport en línia que substituí els antics entrenadors personals físics.
El costat menys positiu de la Revolució Digital es notà amb un creixement important de les addiccions. Les teràpies contra l'addicció a les noves tecnologies de la informació i la informàtica foren en crescendo una mica per tot el planeta. La població començà a sentir el síndrome d'abstinència, a substituir activitats i a no poder abandonar la consulta constant als mòbils, fet que tornaven les noves tecnologies una forma per adquirir una vertadera patologia. Un bon exemple d'això foren les pàgines webs i continguts digitals de tipus pornogràfics. La població més joves se'n veié altament afectada atès que l'accés gairebé il·limitat i gratuït a la pornografia canviava considerablement els comportaments societaris. Uns comportaments que ultra la desacomplexitat de cara al sexe, que es podria considerar, segons els punts de vista com a positiu, produïen actituds vexatòries, masclistes i violentes dins el jovent que no sabia vertaderament detectar el límit entre la realitat i la mentida.
No només, altres exemples posen en evidència les conseqüències d'un ús no responsable de les noves tecnologies. Part no gens menys preable de la població deixà de distingir entreteniment i informació, de manera que s'informava a través de les xarxes socials que no són precisament fonts d'informació. Això permetia una divulgació importantíssima de falses notícies, les quals tenien el camp abonat, bé per la facilitat de divulgació, com per la facilitat de manipulació de la imatge o la informació. Així doncs la població estigué encara més subjecta a diversos mecanismes de manipulació de la informació, cosa que esdevenia un gran perill per a la democràcia i la salut mateixa dels països industrialitzats.

#### La crisi de la indústria musical

Lady Gaga actuant a "The Bazaar" a Atlanta, Geòrgia. Fou la primera artista que s'adonà que calia un canvi en la seva política de comunicació perquè el seu públic és millenial. Fou doncs la primera que explotà YouTube com la nova MTV del segle XXI.

La lenta adaptació de la indústria musical a la Revolució Digital va fer que fos el primer sector a patir una crisi descomunal. La quantitat de CD que es venien va començar abaixar any rere any. Els motius d'aquest fenomen són diversos. D'un costat estava el preu excessiu dels CD. La gent també va cansar-se de les apostes musicals arriscades i pobres musicalment. A més a més, l'arribada d'internet va fer que sorgissin les plataformes P2P, streaming,... La pirateria es va estendre per tot arreu fent caure de manera espectacular el sector. Les plataformes legals de venda de música on-line van trigar a aparèixer i, un cop aparegudes, les multinacionals del CD els costà adaptar-s'hi. El sector del cinema també va viure una crisi semblant a la musical. La venda de DVD també va caure en picat. Les discogràfiques com les productores o distribuïdores de films es van salvar algunes pèrdues mercès als concerts i sales de cinema. És força significatiu que la barrera marcada per obtenir un distintiu musical (dics d'or, de platí o plata) fos abaixant any rere any. Les discogràfiques, d'altra banda, van anar fusionant-se. Apareixia un escenari totalment monopolitzat per dues majors.
França, en una òptica proteccionista errònia, a vista de l'streaming posterior, va perseguir els usuaris, és a dir, el consumidor per descarregar-se música pirata fins a reconèixer que aquestes mesures no tenien cap efecte i retirar la polèmica “Llei Hadoppi” amb la qual l'estat podia espiar l'usuari per tal d'esbrinar si descarregava música il·legal. Sent així, li enviava un correu electrònic en què informava que havia de cessar les descàrregues o seria engarjolat.
A Andorra tots aquests canvis també es van viure. Però en el cas andorrà va ser de manera molt més intensa que a la resta de països. La manca de legislació sobre la pirateria va fer que si les botigues de músiques s'havien multiplicat vertiginosament anys anteriors, ara queien també vertiginosament. No hi ha dades del nombre de gent ni de descàrregues il·legals que s'haguessin pogut fer a Andorra. Però el Tonet de la Música és un bon exemple que el país no va viure al marge de la pirateria. La cadena de botigues de música andorrana va haver de tancar la porta pràcticament d'un dia per l'altre. De tenir botigues a totes les parròquies i pobles d'Andorra va passar a tancar-les totes. El seu responsable va declarar a la premsa que és una notícia “pèssima” per al sector cultural. “Evidentment que és una decisió llargament meditada, precisament perquè 59 anys d'activitat no es llencen per la borda”. Unes paraules molt rellevants pel que fa a la crisi del sector musical a Andorra. Però aquesta tampoc va ser l'única notícia evident dels canvis a què s'estava anant.

### Educació
A l'àmbit de l'educació, les noves tecnologies de la informació canviaren més ràpidament els mètodes d'aprenentatge. S'utilitzà progressivament els videojocs per tal d'accedir al coneixement, és a dir, per tal de formar la població. Això podia fer-se de forma individual o col·lectiva. Per això varen començar a sorgir aplicacions d'aprenentatge de llengües de tot tipus que es basaven en el joc per ajudar a la memorització, així com aplicacions d'escriptura per als més petits de la casa, de memorització de l'alfabet, de l'aprenentatge d'història a través de minirelats digitals o de visualització científica a través de la realitat virtual. Eren noves eines per aprendre que tenien per objectiu ajudar en el procés d'aprenentatge mitjançant el joc.
L'educació a distància fou l'una de les primeres maneres de fer més emprades a tot el món. Sorgiren diverses plataformes a YouTube amb professors que s'enregistraven en línia amb la pissarra a la mà i donant classes per a tot el planeta. L'estudiant era doncs lliure d'accedir a qualsevol coneixement sense necessitat d'inscriure's a cap curset. Al Brasil i Argentina aquesta pràctica tingué molt d'èxit. Una forma que permetia estudiar amb flexibilitat d'horaris. De resultes, l'estudi a distància fou emprat sobretot com a forma de substitució dels professors de reforç escolar a Andorra. Als Països Catalans, Catalunya fou l'un dels nuclis capdavanters a Europa en quant al nou ensenyament. La Universitat Oberta de Catalunya era l'una a Europa a proposar ensenyament universitari a distància i adaptat als requeriments de les noves tecnologies. L'e-learning tal com es presentava en aquesta universitat encara no havia estat operant a Europa i per això mateix la seva filial internacional s'exportà a bona part dels països llatinoamericans. Foren molts els andorrans que estudiaren mitjançant la UOC i, de fet, la Universitat d'Andorra proposava cursos a distància en col·laboració amb la UOC. En aquest sentit, moltes de les proves finals que s'havien de fer presencialment, tenien la seu andorrana de la Universitat d'Andorra com a lloc d'examinació.
En aquest àmbit, però, la Universitat Harvard proposà innovacions força interessats o, si més no, percebudes com a interessants en aquella època, com ara l'ús de l'HBX Studios en tant que nova plataforma d'ensenyament a distància. Caldria destacar altres iniciatives a nivell mundial que també estigueren a l'abast del públic andorrà, com ara la Khan Academy per al continent americà o Kartable per als països francòfons. Aquesta nova forma de fer presentava una metodologia diferent. No es pretenia en cap moment substituir les aules físiques, sinó més aviat ajudar, donar un reforç escolar a l'alumnat. Ara bé, la introducció de la Revolució Digital fe plantejar nous objectius d'ensenyament. S'abandonà progressivament l'ensenyament prussià per un tipus de metodologia que havia de potenciar la polivalència de l'alumne, les seves capacitats i aptituds, per d'aquest manera desenvolupar-se més correctament a un mercat laboral canviant en què hi prima menys saber la data en què nasqué Napoleó però, en canvi, saber, comprendre, relacionar allò que portar Napoleó al poder, les decisions que es prengueren, etc. És l'anomenada metodologia per competències emprada no només a l'ensenyament andorrà, però també a l'ensenyança superior dels països membres de la Unió Europea.
L'ensenyament francès a Andorra fou en aquest sentit força capdavanter en introduir les primeres formacions d'àmbit professional al país. A França, més que a cap altra país, s'hi va desenvolupar ben aviat les àrees de formació professional perquè el govern gal va comprendre que la societat necessitaria molts més tècnics, que no pas gent formada en ambient més generalistes, de cultura general. Calia en aquest sentit desenvolupar àrees de formació més tècnica i per això sorgiren diplomes universitaris professionals de tota mena, alguns dels quals importants a Andorra. A la vegada a Andorra els ordinadors foren incorporats a les aules fins que les tauletes varen substituir-los progressivament. La primera empenta vingué del govern andorrà que incorporà a les aules del sistema educatiu andorrà la compra de tauletes com a substituts dels llibres escolars. Això permetia alleugerir la càrrega del pes de l'alumne així com millorar la metodologia d'aprenentatge. El microestat innovà i molt en aquesta matèria. Fou el primer país a disposar de tauletes a les aules, així com dels primers a incorporar la informàtica a l'àmbit escolar. També fou dels primers a crear aules virtuals per a la gestió de l'ensenyament mercès a una estreta col·laboració entre l'operadora de telecomunicacions andorrana, el govern i els tres sistemes educatius.
Cosa diferent fou tot el debat i la reflexió al voltant de la millora de l'educació amb l'arribada de les noves tecnologies. En efecte, l'opinió pública es preguntava aleshores si les noves tecnologies havien permès millorar l'educació o si s'estaven menjant una bona forma d'ensenyar. A escoles catalanes, com la de Jacint Verdaguer, en lloc de veure les noves tecnologies com un problema, les enfocaren com una oportunitat i per això utilitzaven drons, tauletes i altres novetats com a noves eines per a l'aprenentatge. I, en aquest sentit, hi va haver molts controvèrsia a Andorra sobre la introducció de tauletes a les aules. Molts pares no feien correcte que els seus fills tinguessin un accés tant prematur a les noves tecnologies. Essencialment, moltes associacions de pares d'alumnes es queixaven que l'alumne havia d'aprendre a llegir primerament en un diccionari físic, en un mapa física, amb un llibre físic i, després, un cop après això, ja se li podia introduir la tauletes. Era, a parè seu, contraproduent i, efectivament, grans enginyers responsables de la Revolució Digital no educaven els seus fills en un ambient tecnològic, tal com deixa en evidència la reflexió del periodista Jordi Basté a la seva publicació, No pot ser!.
Per això mateix, a Catalunya hi naixeren les anomenades "escoles bosc" que canvien completament el mètode d'ensenyament i, en lloc de proposar ordinadors, percebuts com una renovació de l'ensenyament prussià, posen a l'abast de l'alumne el medi natural. La qüestió ací es partir del principi que posant l'alumne en contacte amb el medi ambient, és a dir, amb el bosc, se li proposa, d'arribada l'experiència i, després, aprèn la teoria a la classe. Aquesta metodologia privilegia l'experiència i, malgrat tot, a Andorra de projectes d'aquesta mena no se'n troben, llevat de les escoles amb ensenyament ecològic.
Nota: la incorporació de la tecnologia a la vida de les noves generacions fou un motiu de preocupació per a molts governs atès que distreien l'alumnat a les aules. Per això mateix el copríncep francès prohibí l'ús dels telèfons intel·ligents a les classes de secundària i primària, fet que tingué repercussió al sistema educatiu francès d'Andorra.

## Democràcia i tecnologia

### La problemàtica de les dades personals
La invenció del Cloud per part d'Apple i l'entrada de les tecnologies sense cable va permetre a tota la societat agilitzar tot de tràmits i al mateix temps va permetre desfer-se de tot l'embull de cablejat que nedava a les llars andorranes. Però últra aquests beneficis, la seva incorporació presentava problemes de caràcter moral i ètic. En efecte, arrel dels afers d'Edward Snowden i Julian Assange entra en debat a tota la societat sobre la necessitat de garantir el dret a privacitat, andorrana com mundial.
El món veu com empreses gegantines tenen un monopoli sobre les tecnologies, monopoli que després és cedit als Estats Units, França, el Regne Unit o la Xina amb pràctiques no morals. Els telèfons mòbils permetien que les empreses poguessin obtenir informació de caràcter personal amb què després feien diners. És de fet sobre aquest principi que Facebook, VK o TikTok funcionen. I, d'això, molts governs se n'adonaren ràpidament, raó que els porta a demanar-ne la cessió de dades, denunciada per activistes com ara Edward Snowden. Snowden, com altres "altertadors" foren perseguits pels Estats occidentals, els quals feien servir les dades amb intencions geopolítiques. Així, la Xina, Rússia i els Estats Units entraren en una guerra de dades que fou debat i preocupació regular a Andorra com a la resta de països del món.
En el cas andorrà, el govern hagué d'obrir la primera Agència de Protecció de Dades, amb la llei subsegüent. Aquesta permeté tot seguit el desenvolupament d'una administració digital de forma que es podia tramitar a través d'internet tota mena de documentació o requeriment administratiu sense bellugar-se de casa, i, en principi, sense patir per la divulgació de les dades personals. Andorra fou també un país capdavanter en aquest àmbit, tot i que a Europa, Estònia portà el vaixell en tot moment. Un model que es volgué copiar als Països Catalans.
Diversos casos posats al descobert per la premsa permeteren als ciutadans andorrans de viure les conseqüències d'un ús gens ètic de les noves tecnologies. L'any 2010 sortia, per exemple, a la llum una marcada controvèrsia per escoltes il·legals en despatxos de la policia. La policia andorrana escoltava presumiblement els despatxos exteriors de ministres, polítics, detinguts,... Les escoltes havien estat presumiblement autoritzades pels governs liberals. Albert Pintat assegurà que “no en sabia res” i que ho trobava “incomprensible”. L'afer va ser portat als tribunals. Aleshores la premsa informà que els serveis secrets espanyols (CNI) tenien una línia telefònica presumiblement connectada als despatxos del cos d'ordre andorrà i, segons es desprèn d'aquesta, el govern andorrà n'estava al corrent. El cap de govern Antoni Martí va declarar que la justícia hauria de permetre “esclarir els dubtes que hagin pogut sorgir” tot perdonant els responsables de la suposada punxada perquè “la seva honorabilitat quedi planament restablerta”. La premsa andorrana també informà que la justícia andorrana hauria estat investigant la possible destrucció de proves per part dels implicats.
Cinc anys després, mentre es debatia els pressuposts al parlament andorrà, el partit majoritari de l'època, Demòcrates per Andorra, va aprovar la compra d'una màquina presumiblement il·legal per punxar trucades i telèfons intel·ligents. La compra va ser denunciada pel cap de l'oposició, Jaume Bartumeu, que afirmava que DA havia amagat la màquina entre les línies del pressupost per aconseguir que l'adquisició passés desapercebuda. El partit majoritari al parlament argumentà que calia una nova tecnologia que permetés detectar mòbils de traficants sota 4G. El Partit Socialdemòcrata, per contra, donà el seu vist-i-plau i, d'aquesta manera es traslladà un nou debat sobre el dret a intimitat.
La polèmica per les punxades degué de tenir encara més ressò degut a l'anomenada Llei mordassa. L'any 2014 el govern andorrà reformà la Llei de protecció a la intimitat, l'honor i pròpia imatge, en consonància amb el debat de protecció de dades. Però, l'oposició, com la premsa mateixa, qualificaren la Llei de mordassa. S'acusà aleshores al govern d'utilitzar aquesta Llei per impedir el treball dels periodistes sota l'excusa que s'havia vulnerat la imatge pròpia de possibles polítics que s'hi veiessin concernits. El grup La Veu del Poble va decidir publicar un diari tot buit titulant "aquest és el tipus de premsa que vol el govern de DA". La llei és aprovada malgrat l'oposició de la resta de la cambra parlamentària.

#### Els xous d'impacte
La televisió també va passar a uniformalitzar-se durant la Revolució Digital. El fenomen de la telerealitat va envair les pantalles televisives d'arreu del món. Sorgien versions del mateix programa a totes les televisions del planeta. El Big Brother va tenir la seva versió portuguesa, francesa, espanyola, argentina, holandesa, alemanya, britànica, xilena,.. Basant-se en el vaticini de George Orwell en la seva famosa obra 1984 on preveia que el món seria vigilat per un gran germà que ho veuria tot i ho controlaria tot, la productora holandesa Endemol va dissenyar un concurs on un grup de voluntaris viurien aïllats durant tres mesos en una casa farcida de càmeres de televisió. El programa va ser un èxit absolut allà on es va estrenar.
Andorra no tingué cap telerealitat pròpia però seguí la dels altres. La televisió andorrana mai en va fer una versió però el país va seguir les versions espanyola, francesa i portuguesa atès que es rebien els canals de televisió d'aquests països. El Gran Hermano de Telecinco després va ser adaptat amb una espècie de telexou musical, Operación Triunfo, que va ser un gran èxit a Andorra. Els guanys espectaculars que va generar OT va portar la competència a crear els seus propis programes de “talentxou”: Popstars, X Factor, Pop Idols, The Voice, Rising Stars. A Andorra es contractaven cantants d'OT per les festes majors (ex.: Gisela, per representar Andorra en el festival d'Eurovisió, o la Beth, en Bustamante,. per les festes majors). Quan aquests programes van començar a perdre força van ser substituïts per sèries de televisió renovades que semblaven més aviat a pel·lícules. Andorra també va seguir aquesta onada (ex.: Joc de Trons, The Wolk In Dead, Perduts...).
Mencionar els programes de telerealitat és força important perquè varen contribuir a l'abolició de la percepció que hom s'estava aprofitant de dades personals alienes. Poder veure com un concursant practica sexe en una casa en directe o com parteix peres amb la seva parella permeté canviar els valors de la societat i de mica en mica a Andorra la percepció de la privacitat anà canviant progressivament.

### La problemàtica geopolítica
Cap tecnologia és neutre i l'aparició de noves tecnologies no és innocent. Aquesta és la conclusió que finalment s'ha extret després de gairebé trenta anys d'estudi en el camp de la tecnologia, la ciència i la societat. En efecte, hom pensa tot sovint que la tecnologia mateixa no és culpable, sinó que l'és qui l'utilitza i, efectivament, es podria dir que això és cert però seria no comptar que cap tecnologia sorgeix del no res. Segons els professors Bruno Labour i Wiebe Bijker, que contesten aquesta visió dita de determinisme tecnològic, a més del professor Miquel Domènech de la Universitat Oberta de Catalunya, la tecnologia es desenvolupa sempre en un context social i, per tant, respon a uns desigs expressats en societats concretes. L'economia, els paradigmes científics o les mentalitats d'una societat són les que porten a aplicar els resultats científics en la tecnologia i, això, per tant, es fa d'una manera determinada segons sigui la societat. Les noves tecnologies que varen aparèixer amb la Revolució Digital no són de cap mena neutrals i plantegen problemes ètics i morals. Problemes que han estat exposats fins i tot en televisió mercès a programes com No pot ser! de TV3.
D'aquesta forma les tecnologies de la Revolució Digital responien al panorama geopolític de l'època. En efecte, tot just començar el segle XXI els Estats Units amb el món anglosaxó, França i la Xina lliuraren una competència a escala global per prendre el poder, és a dir, esdevenir superpotències. Els Estats Units resolen acusar l'esposa del fundador de Huawei de vincles amb l'Iran, una falsedat que evidencia que la implantació, per exemple, del 5G té tot un rerefons geopolític. Tot un debat s'orienta a França sobre acceptar o no el 5G xinès. En joc hi havia el control de dades i de l'espionatge a escala global. Arrel d'això es presentaren tres tipus de sistemes tecnològics que són, en realitat, el desig del tipus de societat que els produí. Tal com s'ha teoritzat amb Lewis Mumford existeixen tecnologies "democràtiques" i tecnologies "autoritàries". Les segones són tecnologies que han estat concebudes inicialment a partir d'una lògica de jerarquia rígida i, per tant, presenten un sistema operatiu rígid inamovible des dels usuaris. Això fa que els usuaris es transformin en simples actors passius i sotmesos a les consignes del desenvolupador sense cap mena de dret a opinió. S'ha demostrat d'ençà Lewis Mumford com les tecnologies no es desenvolupen per necessitats dels consumidors, sinó més aviat per la necessitat de crear necessitats al consumidor per, d'aquesta forma, empènyer-lo a comprar. És la lògica de companyies com ara Apple. Les primeres, dites democràtiques, poden ser totalment obertes o parcialment obertes i, en aquest sentit, són la imatge de la societat que voldrien els seus desenvolupadors. Microsoft seria un exemple de societat mig oberta i Linux d'una societat totalment democràtica.
Tot plegat evidencia com arrel de la Revolució Digital els Estats Units, França i la Xina feren servir la tecnologia com a forma de crear societats totalitàries i/o democràtiques. I és que estats com l'espanyol miren d'intervenir en el desenvolupament tecnològic, imposant a les empreses de tractar el consumidor obligatòriament en castellà i de presentar obligatòriament els projectes en castellà si les empreses volen suport estatal. El català, el basc, el gallec o l'occità, oficials, no són acceptades, tal com denuncia Plataforma Per la Llengua. Un altre exemple clar d'ús polític de les tecnologies és la forma en com les multinacionals tractaren els Països Catalans i Andorra amb la promoció i concepció mateixa que feren dels seus productes. En efecte, Andorra no apareixia al catàleg de països disponibles a Apple i tampoc tingué mai dret de tenir en territori nacional botigues oficials en termes d'Apple. Els usuaris andorrans es veieren obligats a fer-se passar per ciutadans espanyols o francesos per poder utilitzar-ne els seus productes tot i que la companyia els distribueix al país. Hagueren fins i tot de pagar els productes d'Apple amb targetes de regal per tal de poder accedir a les seves botigues atès que Apple no reconeix Andorra com a país. Alhora malgrat que el govern andorrà aprovà lleis de protecció intel·lectual, Apple es negà a incloure Andorra com a país. De fet, malgrat que Andorra complís amb els requisits legals, companyies com ara Paypal impossibilitaven les transferències bancàries als usuaris andorrans. Alhora hi hagué companyies que tot i incloure Andorra dins el seu llistat, com ara Netflix o Spotify, fins i tot Deezer o FNAC, el país mai tingué dret a poder consumir en la seva pròpia llengua i era obligat a utilitzar els productes en castellà, anglès o francès. Aquest fet es revelà força preocupant perquè tractava Andorra com a colònia, regió o fins i tot obligava els seus usuaris a una compra pirata dels productes, tal com s'apreciava en usuaris de Google. En no tenir accés a la música legal en plataformes de Google, la població es veia obligada a descàrregues il·legals, penades per la Llei andorrana; companyia que opera a Andorra. Empreses que treballen doncs en territoris de parla catalana, basca, gallega i occitana que en conjunt formen prop del 50% de la població de l'Estat espanyol i que tot i això es veuen obligades a utilitzar-ne els productes en castellà i no poden triar entre les llengües oficials de l'Estat, cosa que no es reprodueix a Suïssa, Bèlgica o Canadà, estats plurilingües com l'hispànic.
Se'n desprèn que les potències en guerra mai volgueren tractar Andorra com a igual atès que durant la globalització les multinacionals foren utilitzades com a forma de poder tou. Quelcom que conté un caire força abreujant atès que companyies com ara Microsoft tractaren de contribuir a trencar la unitat lingüística del català o altres com ara les distribuïdores de pel·lícules s'aprofitaven de les ajudes estatals del govern català per traduir poques pel·lícules, desviant part de les ajudes a altres indrets, tal com es denuncià des de Plataforma per la Llengua. La mateixa posa en evidència com Netflix tot i disposar de les versions catalanes de les seves pel·lícules, perquè ja s'han pagat, simplement no les inclou dins el llistat d'idiomes disponibles, malgrat operar a Andorra i els Països Catalans. En aquest àmbit resulta que empreses xineses com ara Xiaomi decidiren tractar Andorra com a país, inaugurant-hi la seva pròpia botiga oficial, però, en canvi, comunicar-se amb els usuaris en castellà als seus comptes oficials com ara Twitter. Part d'aquesta situació també la visqueren els consumidors dels Països Catalans. Empreses franceses com ara Dailymotion, americanes com ara Twitch, sueques com ara Spotify, canadenques com ara Shopify o xineses com ara AliBaba es negaren a traduir els seus productes en llengua catalana i fou sempre des dels usuaris mateixos, és a dir, des dels consumidors que es fe pressió perquè cadascun dels productes fos traduït en llengua catalana. Aquestes situacions deixaven en evidència la política rere els productes i, aquesta, era intolerant, tal com denunciaren igualment molts col·lectius feministes de la dècada de 1990.
Així doncs Andorra fou tractada com a regió, de voltes com a colònia, ignorada expressament per decisions ideològiques que no responien a problemes ni logístics ni econòmics. Andorra en l'escenari geopolític d'aquella època era militarment parlant feble. No podia en cap moment defensar-se i a més a més tampoc representà cap mena de pes demogràfic, tot i que sí el representava tota la comunitat de parla catalana junta. En aquest sentit, Andorra hagué d'abandonar el sistema de paradís fiscal, la qual cosa en reduïa la seva capacitat d'influència a l'exterior. L'actitud d'aquestes companyies responien a les polítiques d'imperialisme lingüístic com ètnic.

#### La Qüestió d'Andorra
L'expressió de Qüestió d'Andorra és la forma amb què es designa la batalla que mantingueren Espanya i França durant el segle xix per annexionar-se Andorra. El país fou efectivament objecte de cobdícia a França i Espanya on es mirà d'absorbir el territori andorrà sense gaires penes. Andorra es trobava aleshores en plena Renaixença catalana, la qual exaltà la cultura catalana, en consonància amb altres moviments renaixentistes, com el romanès, albanès o italià, fins i tot podríem afegir-hi txec o serbi.
En aquest període hi ha una introducció de la indústria mercès a la Revolució Industrial. El país es troba en aquella època tancat i la competència de les fàbriques catalanes i franceses delmà la seva situació econòmica. El país passa d'acollir gent a perdre ciutadans. Per aquest motiu hi hagué un creixement constant de les tensions entre classe privilegiada i gent menys privilegiada. El sistema electoral fou reformat després de d'una revolta escalfada des de dalt. Això no agradà gens ni mica als coprínceps que imposaren les seves voluntats per deixar constància que Andorra era territori seu.
Arrel de les revoltes, la primera des de dalt i la segona des de baix, el microestat europeu és objecte d'interès per part de França que mira d'annexionar-se'l de forma definitiva, fet que no fou acceptat per la jerarquia catòlica ni per Espanya. De manera que la introducció de les noves tecnologies tingué un rerefons. Mentre França instal·lava el seu telègraf, Espanya instal·lava el seu i així amb gairebé tot el segle xix.
Després de la Segona Guerra Mundial la mateixa dinàmica és represa entre andorrans, que no volen ser annexats, i França, d'una banda, Espanya, de l'altra. Si anteriorment els telègrafs eren la guerra de batalla, la televisió i la telefonia mòbil esdevé camp abonat. Més i tot, durant l'entreguerres el país esdevé l'un dels més capdavanters a Europa. Juntament amb Luxemburg, Bèlgica i Mònec, el país contribuí a l'arribada de la ràdio comercial a tot Europa, sent fins i tot líder d'audiència al sud de França després de la segona guerra. Ràdio Andorra, que en fou la cara, va ser contestada per França que volia mantenir controlada la informació i per això va intentar tancar-la en tot moment. Arrel d'això, durant els Anys Daurats, Andorra com França mantenen una guerra força sonada.
Dit això, tot resumint l'espai, Andorra ha sigut d'una forma o una altra territori de l'imperialisme més clàssic europeu. Aleshores l'era pels telègrafs, posteriorment per la ràdio i les línies telefòniques fins avui que esdevé, més aviat, territori colonitzat per les multinacionals que obliguen la seva població a consumir en altres llengües i fer-se passar per estrangers.

## Biografia
Material audiovisual
- Tot el que sabem de tu.  TV3, 2020.